# Pitäjänmäen Tarmo
Pour les articles homonymes, voir Tarmo.
Le Pitäjänmäen Tarmo est un club de hockey sur glace de Helsinki en Finlande. Il évoluait en SM-sarja.

## Historique
Le club est créé en 1925.
Le club joue principalement en alternance entre la seconde puis troisième division finlandaise durant la première vie du club. En 1977, alors qu'il est sauver de la relégation en troisième division de justesse, le Pitäjänmäen Tarmo cesse ses activités.
Le club est réanimé en 1991, mais ne monte jamais en division élite. En 2018, le club évolue en III-Divisioona, cinquième échelon national.